# Paul-Gilbert Langevin

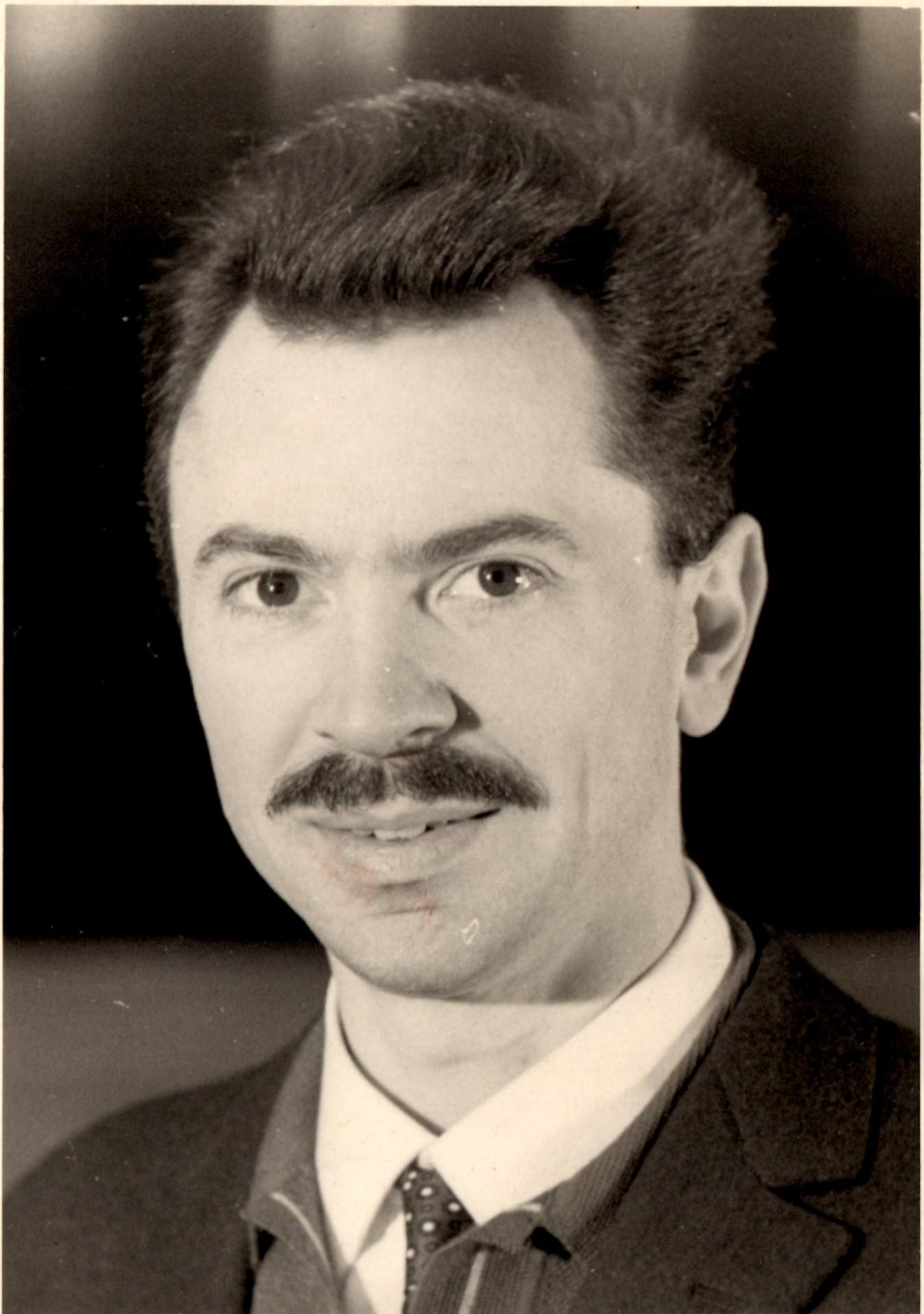
Paul-Gilbert Langevin

Paul-Gilbert Langevin (* 5. Juli 1933 in Boulogne-Billancourt; † 4. Juli 1986 in Paris) war ein französischer Musikwissenschaftler und Musikkritiker.

## Leben
Paul-Gilbert Langevin war der Sohn des französischen Physikers Paul Langevin (1872–1946) und der Éliane Montel (1898–1993). Er spezialisierte sich auf die Musik von Anton Bruckner und Franz Schubert, über die er auch veröffentlichte.
Er war ein Kollege und Freund des belgischen Musikwissenschaftlers Harry Halbreich.

## Werke
- Anton Bruckner, apogée de la symphonie, L'Age d'Homme, 1977.
- Le siècle de Bruckner, La Revue Musicale, N°298/299, 1975. ISSN 0768-1593
- Musiciens de France, La Revue Musicale, N°324/326, 1979. ISSN 0768-1593
- Musiciens d'Europe, La Revue Musicale, N°355/357, 1986. ISSN 0768-1593
- Franz Schubert et la symphonie, La Revue Musicale, N°388/390, 1982. ISSN 0768-1593

| Personendaten    | Personendaten                                        |
| ---------------- | ---------------------------------------------------- |
| NAME             | Langevin, Paul-Gilbert                               |
| KURZBESCHREIBUNG | französischer Musikwissenschaftler und Musikkritiker |
| GEBURTSDATUM     | 5. Juli 1933                                         |
| GEBURTSORT       | Boulogne-Billancourt                                 |
| STERBEDATUM      | 4. Juli 1986                                         |
| STERBEORT        | Paris                                                |